# Chris Hellerud
Chris Hellerud (ur. w latach 40. XX wieku w Norwegii) – australijski narciarz pochodzenia norweskiego. Uczestnik mistrzostw świata. Medalista mistrzostw kraju.

## Życiorys
Hellerud urodził się w Norwegii w latach 40. XX wieku. W latach 60. XX wieku (około roku 1964) przeprowadził się do Australii, gdzie zamieszkał w Melbourne. Na arenie międzynarodowej reprezentował Australię. 16 lutego 1974 w szwedzkim Falun wziął udział w konkursie skoków narciarskich na skoczni normalnej w ramach Mistrzostw Świata w Narciarstwie Klasycznym 1974. Za skoki na odległość 53 i 48 metrów uzyskał łączną notę w wysokości 85,2 punktu i zajął ostatnią, 64. pozycję, tracąc do przedostatniego zawodnika (którym był Rumun Gheorghe Gerea) 26,5 punktu. Był to jedyny w historii start australijskiego skoczka narciarskiego w zawodach tej rangi. Hellerud skakał również na innych europejskich skoczniach – między innymi na Holmenkollbakken w Oslo.
Oprócz skoków narciarskich uprawiał również kombinację norweską. W obu tych dyscyplinach zdobywał tytuły mistrza Australii. Stawał także na niższych stopniach podium mistrzostw Australii w skokach narciarskich (w 1974 w Perisher Valley był w tej imprezie drugi, przegrywając o 3,2 punktu z Ronem Brentem). Ponadto zdobywał medale australijskich mistrzostw regionalnych – czempionatów Australijskiego Terytorium Stołecznego (w skokach) i Nowej Południowej Walii (zarówno w skokach, jak i w kombinacji).
Po zakończeniu kariery Hellerud otworzył w Malvern (City of Stonnington) sklep ze sprzętem narciarskim. Od 1978 roku do początku lat 80. XX wieku współorganizował bieg narciarski „Rocky Valley Rush” rozgrywany w Perisher Valley.